# Gute
Gute (cyr. Гуте) – wieś w Bośni i Hercegowinie, w Republice Serbskiej, w mieście Sarajewo Wschodnie, w gminie Pale. W 2013 roku liczyła 62 mieszkańców.